# Jan Jankowski (wiceminister)
Jan Jankowski (ur. 16 czerwca 1919 w Urzejowicach, zm. 9 października 1981) – polski działacz partyjny i państwowy, prawnik, żołnierz Batalionów Chłopskich, podsekretarz stanu w Ministerstwie Finansów (1974–1981).

## Życiorys
Syn Józefa i Marii. W okresie okupacji pracował w oddziale banku w Przeworsku, następnie był komendantem powiatowym i członkiem Inspektoratu Rzeszów w Batalionach Chłopskich. W 1948 zarządzeniem mianowany kapitanem rezerwy w związku z tą działalnością. Działał w Związku Młodzieży Wiejskiej RP „Wici” (1938–1939, 1945–1947), należał do władz krajowych organizacji W 1947 ukończył prawo na Uniwersytecie Jagiellońskim, w 1950 wyższy kurs finansowy w Skolimowie.
Od 1947 działał w Stronnictwie Ludowym (lubelskim), w 1949 przekształconym w Zjednoczone Stronnictwo Ludowe. Zasiadał w Naczelnym Komitecie ZSL (1969–1981). Pracował kolejno jako nauczyciel państwowego gimnazjum w Chłopicach (1947–1948), szef działu planowania w Banku Gospodarstwa Spółdzielczego w Katowicach (1948–1949), a także szef działu planowania w Państwowym Banku Rolnym i Banku Rolnym w Katowicach (do 1951). W 1951 zatrudniony w Ministerstwie Finansów, pełnił stanowiska od naczelnika wydziału do dyrektora departamentu. Od października 1974 do sierpnia 1981 pozostawał podsekretarzem stanu w tym resorcie. Zmarł kilka miesięcy po odejściu ze stanowiska.
Został pochowany na Cmentarzu Wojskowym na Powązkach. W 1954 został odznaczony Złotym Krzyżem Zasługi.
Odznaczony krzyżem srebrnym orderu Virtuti Militari i krzyżem komandorskim orderu Polonia Restituta.